# 임영수
임영수(林英壽, 1953년 5월 20일 ~ )는 대한민국의 정치인이다. 제3,4,5,6대 보성군의회의원과 제10,11대 전라남도의회의원을 역임하였다.

## 학력
- 순천제일대학교 경영정보학부 졸업

## 경력
- 보성청년회의소 회장
- 보성여자중학교 운영위원장
- 보성밀알회 회장
- 보성초등학교 운영위원장
- 박주선 국회의원 선거대책위원장
- 보성차인회 회장
- 광주상고 총동문회 보성지역회장
- 민주당 전남도당 상무위원
- 새정치민주연합 중앙대의원

## 상훈
- 대통령 표창

## 역대 선거 결과
|  | 41.26% |

|  | 0% |

|  | 25.06% |

|  | 31.06% |

|  | 53.11% |

|  | 0% |